# Cristián Parker Gumucio
Cristián Parker (n. 1953) es un sociólogo chileno dedicado a la sociología de la religión en América Latina. Doctor en Sociología por la Universidad Católica de Lovaina y licenciado en Sociología por la Universidad Católica de Chile. Actualmente es profesor titular en la Universidad de Santiago de Chile, investigador en el Instituto de Estudios Avanzados, Director del Magíster en Ciencias Sociales mención Estudios de la Sociedad Civil y Vicerrector de Postgrado de la Universidad de Santiago.
Su obra "Otra Lógica en América Latina, Religión Popular y Modernización capitalista", lleva varias ediciones, incluyendo una traducción al inglés y otra al portugués.

## Trayectoria académica
Su trayectoria académica incluye distintas universidades: Universidad Católica de Chile, Universidad Católica de Lovaina, donde realizó sus estudios de licenciatura y doctorado respectivamente. Asimismo, fue director y dictó clases en la Carrera de Sociología en la Universidad de Humanismo Cristiano y en el Instituto de Estudios Avanzados de la Universidad de Santiago de Chile. Actualmente, es profesor titular de esta última institución. 
Ha sido autor o coautor de 23 libros; 91 capítulos de libros; 46 artículos en revistas indexadas y 49 artículos en revistas de corriente principal (209 trabajos científicos en total). Ha dictado además, conferencias en no menos de 15 universidades chilenas y una treintena de universidades en América, Europa y Asia (277 ponencias o conferencias).
En los primeros años de la transición a la democracia, publica con otros colegas obras acerca de la formación cívica y política de la juventud, además de obras acerca de la ética, la democracia y el desarrollo humano. Luego realiza un conjunto de estudios e investigaciones evaluativas de política pública en torno a programas de desarrollo indígena, superación de pobreza, promoción de la cultura juvenil y desarrollo de la ciencia y la tecnología y finalmente políticas de cambio climático y desarrollo energético sustentable. 
Ha sido director de la Escuela de Sociología y luego Decano en Ciencias Sociales (1989-1995) en la Universidad Academia de Humanismo Cristiano y posteriormente fue Vicerrector de Investigación y Desarrollo (2002-2003) y director del Instituto de Estudios Avanzados de la Universidad de Santiago de Chile (2005-2010).
En su labor docente, también ha sido profesor de metodología de la investigación en varios centros académicos, incluyendo la Academia Diplomática de Chile (2004-2012), y el Magíster en Historia Militar y Pensamiento Estratégico de la Academia de Guerra del Ejército de Chile (2004-2015). Ha sido consultor de UNICEF, PNUD, CEPAL, FLACSO-Ecuador y varios organismos públicos en Chile entre los que se cuentan MIDEPLAN, MINEDUC, Ministerio de Justicia, FOSIS, CONADI, INJUV.

## Aporte a la Sociología
Se ha afirmado que la obra de C. Parker posibilita un acabado conocimiento de la cultura popular con un enfoque empático y participativo sobre la “cultura de los pobres”. Su contribución a la sociología de la religión, subrayando su carácter cultural, rico en creatividad, ha contribuido a la revaluación de la religión vivida es decir al carácter no institucional de la religión. De allí que sus críticas a los sesgos ecleciocéntricos de la sociología de la religión occidental hayan sido objeto de publicaciones.
Para Roberto Cipriani, sociólogo italiano, la obra de Parker analiza con rigor científico las relaciones y entrecruces entre religión popular y religión oficial, develando lo que el autor denomina “otra lógica” de la cultura popular. Y analizando la relación religión y política desde una perspectiva democrática.
La obra del profesor Parker ha tenido difusión a nivel internacional, especialmente sus análisis de la cultura y de la religión latinoamericana. De su obra más conocida, “Otra Lógica en América Latina: religión popular y modernización capitalista”, hay quienes afirman que es “un estudio clásico de la religión popular en América Latina”. Sin embargo, las interpretaciones de Parker también han levantado debate. Entre quienes han criticado sus tesis se cuentan Pedro Morandé y Jorge Larraín.
Sus trabajos abordan también la sociología del desarrollo, con énfasis en nuevas formas de entender la relación cultura y desarrollo, las representaciones sociales de los actores desafiados por las radicales innovaciones científico y tecnológicas en contextos de globalización desiguales de países en procesos de modernización del Sur. Así como también, los problemas derivados de la crisis ambiental,  del cambio climático y las dinámicas de transición hacia patrones sustentables de consumo de agua y energía en las sociedades sudamericanas.

## Trayectoria de compromiso social
El profesor Parker fue Presidente de la Asociación de Universitarios Católicos (1974 – 1976); Secretario Ejecutivo del Departamento de Laicos de la Conferencia Episcopal de Chile (1977 – 1981) colaborando con los obispos Cardenal Raúl Silva Henríquez, Bernardino Piñera, Fernando Ariztía y Enrique Alvear. Durante la época en que gobernó en Chile la dictadura del General Augusto Pinochet, apoyó los esfuerzos ecuménicos por la defensa de los derechos humanos y el retorno a la democracia en su país.
Durante su estadía en Europa, cuando se doctoraba en sociología en la Universidad Católica de Lovaina (Bélgica) (1982-1985) colaboró con actividades políticas tendientes a la renovación socialista y al trabajo de las iglesias con los exiliados chilenos en el extranjero.
Al regresar al país se compromete en movimientos de defensa de los derechos humanos y contribuye con las comunidades de base de la Iglesia que luchan inspiradas por la Teología de la Liberación.
Al transitar el país a la democracia, luego del Plebiscito de 1988 y con el triunfo de Patricio Aylwin como presidente de la Concertación democrática orienta su vida hacia el trabajo formativo y académico.
Fue cofundador de la Universidad Academia de Humanismo Cristiano en 1989, y luego se incorpora a una universidad pública, la Universidad de Santiago de Chile (en 1996). Universidad que se ha caracterizado por su política de inclusión social.

## Obras
El campo de trabajo y las obras de C. Parker se han desarrollado en torno a la sociología de la cultura y de la religión, sociología de la ciencia y de la tecnología y últimamente sociología del desarrollo sustentable. Se le atribuyen más de 167 obras entre libros, capítulos de libros y artículos en revistas científicas.

### Libros (autor y coautor)
2015 Agua, energía, minería ¿Desarrollo sustentable?, (Coautor), Santiago: RIL. (por aparecer).
2012 Religión, Política y Cultura en América Latina: Nuevas Miradas. Instituto de Estudios Avanzados – (Editor), Santiago: ACSRM- IDEA. 390 p. ISBN 9789563031454
2010 Parker, C., Estenssoro, F. (Co-ed), El Desafío del Conocimiento para América Latina. Santiago: Explora CONICYT-USACH. 411 p. ISBN 9789568416225
2002 La pobreza desde la perspectiva del desarrollo humano: desafío para las políticas públicas en América Latina. (Autor) Tegucigalpa, Honduras: PNUD. 25 p. ISBN 999266567X
2001 Parker, C., Bamat, T. (Co-ed.), Catolicismos Populares, Globalización, Inculturación, Santiago: Center for Misión Research and Study y CERC - UAHC. 107 p.  ISBN 978-956-288-881-3
2000 Los jóvenes chilenos, cambios culturales; perspectivas para el siglo XXI, (Autor),Santiago: MIDEPLAN. 197 p. ISBN 9567463719
1998 Ética, Democracia y Desarrollo Humano, (Editor), Santiago: LOM, CERC-UAHC. 385 p. ISBN 9562821056
1998 Ética, Cultura y Desarrollo: Alternativa para el siglo XXI, (Autor), Tegucigalpa, Honduras: Subirana. 127 p.
1997 Religión y Postmodernidad, (Autor), Lima: Kairos. 120 p.
1996 Las Iglesias y su Acción Social en Chile, (Autor), Santiago: UNICEF – Ediciones Academia, 157 p. ISBN 9567646015
1996 Otra Lógica en América latina, Religión popular y modernización capitalista, (Autor), México y Santiago: Fondo de Cultura Económica. 407 p. ISBN 9567083088
1996 Popular Religion and Modernization in Latin America, (Autor), New York: Orbis Books, Maryknoll, 251 p.
1996 Religiäo Popular e Modernizaçao capitalista, (Autor), Petrópolis, Río de Janeiro: Vozes. 349 p.
1995 Parker, C., Salas, R (Co-ed.),. ¿Modernización o sabiduría en tierra mapuche?, Santiago: San Pablo. 199 p.
1992 Parker, C., Aman, K. (Co-ed.), Popular Culture in Chile, Boulder, San Francisco: Westview Press.  225 p.
1992 Parker, C., Salvat, P. (Co-ed.), Formación cívica y política de la juventud, Santiago: Ediciones Ornitorrinco. 163 p.
1992 Animitas, machis y santiguadoras. Creencias religiosas y cultura popular en el Bío-Bío, (Autor), Santiago: Rehue. 233 p.

### Artículos científicos destacados
2015 Agua-energía-minería, consumo sustentable y gobernanza: visión de actores estratégicos sudamericanos. En B. Hogenboom, M Baud, F de Castro, (editores) Gobernanza Ambiental en América Latina, Clacso - Engov: Buenos Aires (ver artículo)
2013 Elites, Climate Change and Agency in a Developing Society: the Chilean Case, Environment, Development and Sustainability, Vol 15, N.º 5, pp. 1337-1363. ISI (Consultar artículo en línea)
2008, “Mentalidad religiosa post-ilustrada: creencias y esoterismo en una sociedad en mutuación cultural”, en Aurelio Alonso (ed)  América Latina y el Caribe. Territorios religiosos y desafíos para el diálogo, Buenos Aires, CLACSO, Consejo Latinoamericano de Ciencias Sociales (Ver artículo) 
2008, “Interculturality, Conflicts and Religion: Theoretical Perspectivas”, Social Compass, Vol. 55, No. 3, pp. 316-329. (Consultar artículo en línea)
2006, “Magico-popular religion' in contemporary society: towards a post-western sociology of religión”, en James A. Beckford, y John Walliss (eds.) Theorising Religion Classical and Contemporary Debates, Hampshire (Reino Unido)/Burlington (Estados Unidos), Ashgate, pp. 60-74.
2002, “Religion and the Awakening of Indigenous People in Latin America”, Social Compass, Vol. 1, N.º 49, pp. 67-81. (Consultar artículo online)
1998, “Modern Popular Religión, A Complex Object of Study for Sociology”, International Sociology, Vol. 13, No. 2, 195-212. (Ver artículo)